# Berliet PCK
Le Berliet PCK est un modèle d'autobus construit par le constructeur français Berliet de 1939 à 1952. Deux modèles ont vu le jour, le PCK 7 et le PCK 8 en variantes autocar de 38 places assises et autobus.

## Histoire
Le Berliet PCK est présenté en 1939. C'est le premier modèle d'autobus de la marque lyonnaise doté d'un poste de conduite avancé sur toute la largeur. Le PCK est le concurrent direct des Renault ZP et AEMD. Si sa conception est très classique, il dispose d'un châssis fortement surbaissé très spécifique. 
Le modèle va connaître une belle carrière commerciale. Sa production s'arrête en janvier 1952. Le PCK7 est équipé d'un moteur essence tandis que le type PCK7D est la version diesel. La capacité des autocars varie entre 33 et 57 passagers assis et debout. Sa fabrication, quasiment nulle durant la Seconde Guerre mondiale, va reprendre en 1945. Le modèle évolue et seule la version diesel subsiste. Les roues à jantes pleines sont remplacées par des roues type artillerie, jumelées à l'arrière.
Mais avec l'arrivée des concurrents Renault, Latil ou Citroën, le PCK7 D soutient difficilement la comparaison car il est trop poussif. En octobre 1949, l'ancien moteur MDB 4 cylindres de 7,5 litres et 85 ch d'origine, est remplacé par le nouveau moteur MDU 5 cylindres de 7,9 litres développant 120 ch. Le Berliet PCK7 D est renommé PCK8 W. Mais l'adoption de ce nouveau moteur 5 cylindres entraîne une modification de la face avant du véhicule. Le radiateur doit être avancé d'une dizaine de centimètres. La calandre plane est donc remplacée par un modèle formant un petit coffre, ce qui permet d'identifier sans équivoque les modèles équipés du moteur à 5 cylindres. Le freinage est à air comprimé sur les 4 roues de type "Westinghouse", d'où la lettre W dans la dénomination du modèle. La vitesse maximale reste de 60 km/h.
Une 3ème version apparaît en octobre 1950, le PCK8 R. Il n'y a aucune différence avec le PCK8 W, si ce n'est la boîte de vitesses qui passe de 4 à 5 rapports. La production s'arrête définitivement en janvier 1952. D'une conception totalement dépassée, le PCK8 devait affronter la concurrence des nouveaux modèles de conception très moderne, comme le Chausson AP 50 et le Renault R4190, qui vont dominer le marché français de ce début des années 1950.